# 龙凤凌空塔
龙凤凌空塔是一处古建筑，位于山西省晋中市介休市龙凤镇龙凤村，建于清。
2021年8月4日，龙凤凌空塔公布为第六批山西省文物保护单位。